# Wieża Piastowska w Cieszynie
Wieża Piastowska w Cieszynie – wieża obronna dawnego zamku książąt cieszyńskich na Górze Zamkowej w Cieszynie, jedna z czterech niegdyś tam istniejących i jedyna zachowana do dziś.
Wieża udostępniona jest do zwiedzania (za opłatą). Rozpościera się z niej rozległy widok Cieszyna i Czeskiego Cieszyna po dwóch stronach Olzy. Przy dobrej widoczności można oglądać panoramę Beskidu Śląskiego i Beskidu Morawsko-Śląskiego. Osoby uhonorowane specjalną legitymacją wydaną przez Zamek Cieszyn, mogą raz do roku bezpłatnie nocować na Wieży Piastowskiej.

## Historia
Wieża Piastowska została wybudowana w pierwszej połowie XIV wieku, stanowiła część zamku górnego i jako jedna z czterech wież była istotnym elementem systemu obronnego cieszyńskiego zamku w czasach Piastów. W drugiej połowie XIV wieku wieża została nadbudowana i ozdobiona narożnymi tarczami herbowymi z orłem piastowskim. Pod koniec XV wieku została nadbudowana o kolejną kondygnację z hurdycjami i blankowaniem wykonanymi z cegły, a całość została nakryta wysokim dachem namiotowym.
Wieża jest wysoka na prawie 30 metrów, a na jej szczyt prowadzi 120 stopni. Wieża jest złożona składa z czterech zasadniczych części. Część podziemna głęboka na ok. 6 metrów stanowiła w przeszłości lochy. Część dolna jest szeroka na 9 metrów i wysoka na 10 metrów. Ta część wieży mieściła pomieszczenia gospodarcze. Część środkowa pełniła funkcje mieszkalne i była wysoka na 15 metrów i szeroka na 8,5 metra. Najwyżej położona kondygnacja, wysokości 4 metrów miała funkcję obroną. W średniowieczu szczyt wieży był nakryty dachem, pod którym mieścił się dookólny ganek obronny. Naroża górnej części były wyposażone w wykusze w formie okrągłych wieżyczek.
Wnętrze wieży było doświetlone otworami okiennymi o różnych kształtach i wielkościach, o charakterze obronnym. Zamek - a więc i Wieża Piastowska - ulegał wielokrotnie pożarom. Pożary z lat 1484, 1520, 1552, 1570, 1603 miały wpływ na stan obiektu, choć największe zniszczenia dokonały się w trakcie wojny trzydziestoletniej. W 1647 roku wojska austriackie oblegały zamek piastowski, znajdujący się w rękach załogi szwedzkiej. W wyniku walk i ostrzału armatniego uszkodzono dach wieży oraz wieżyczki narożne i znaczna część górna wieży. Od tego czasu zamek piastowski zaczął stopniowo popadać w ruinę.
Wieżę kilkakrotnie restaurowano, m.in. pomiędzy 1819 a 1840 rokiem, kiedy to dach namiotowy został zastąpiony dachem pogrążonym, a na wieży zainstalowano zegar. W XX w. wieżę restaurowano w latach 1976-89, dobudowując jej m.in. taras widokowy na szczycie, remontując blankowanie i odnawiając tarcze z piastowskimi orłami.
Ostatni remont miał miejsce w 2015 roku w górnej części Wieży Piastowskiej - w tzw. krenelażu. Remontowano betonowe schody, uzupełniono ubytki w barierkach, wyremontowano podest oraz sufit ostatniej kondygnacji.
Na przestrzeni dziejów wieża została uznana za symbol Cieszyna, świadectwo jego piastowskiej przeszłości i polskiego trzymania straży nad Olzą.

## Architektura
Wieża Piastowska usytuowana jest na szczycie wzgórza, w jego północno-zachodniej części. Gotycka, murowana, zbudowana w I połowie XIV w. z kamienia łamanego i ciosów kamiennych w narożnikach oraz w obramieniach otworów okiennych, w górnych partiach z cegły w układzie polskim. Wzniesiona na planie kwadratu, podpiwniczona rozległymi piwnicami częściowo zasypanymi, z których miało prowadzić podziemne wyjście poza mury zamkowe. Pięciokondygnacyjna, wysokości 24 m. Mury w dolnych partiach grubości do 2 m, od wnętrza zwężają się ku górze uskokami. Okna prostokątne, zamknięte ostrołukowo lub półkoliście. W górnej części w XV w. nadbudowany ceglany ganek wsparty na solidnych kamiennych kroksztynach, z machikułami i blankami. Jak pokazuje rycina z 1735 r., wieża pierwotnie była przykryta dachem namiotowym z oddzielnymi iglicami nad narożnymi wykuszami blank. Pod narożnymi wykuszami cztery kamienne, gotyckie tarcze herbowe z końca XIV w. z orłami piastowskimi wydobytymi płytkim reliefem, według tradycji z warsztatu związanego z praskim mistrzem Piotrem Parlerem.
W pobliżu Wieży Piastowskiej, pod ziemią istnieje najdłuższy w Europie 65-metrowy tunel lodowy, który został wydrążony w skale Wzgórza Zamkowego. Wejście do tunelu było w Brackim Browarze Zamkowym (Wieża Piastowska jest też wyróżniającym się elementem etykiety piwa Brackie) i służył do przechowywania piwa.

## Galeria

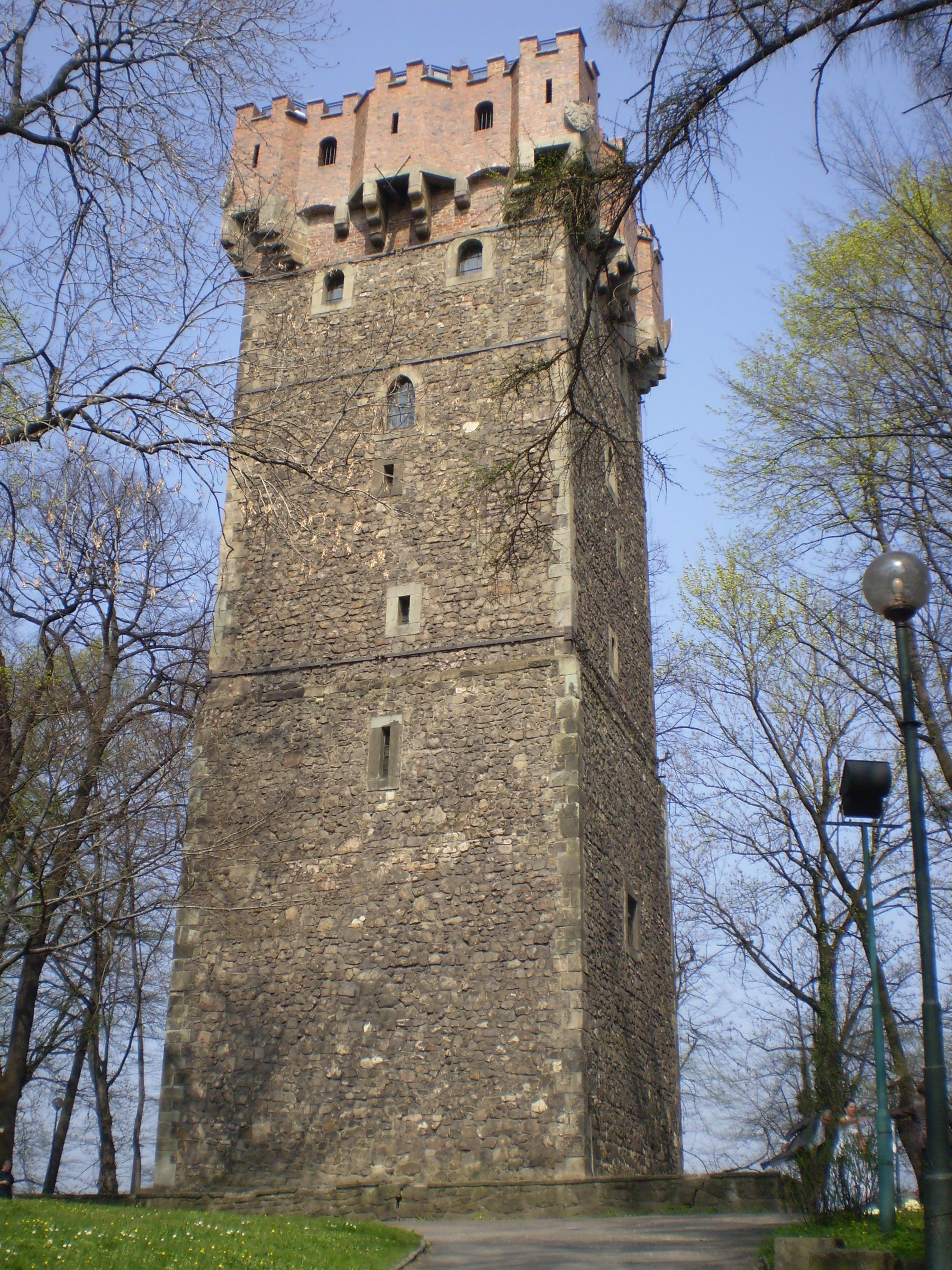
Widok ogólny
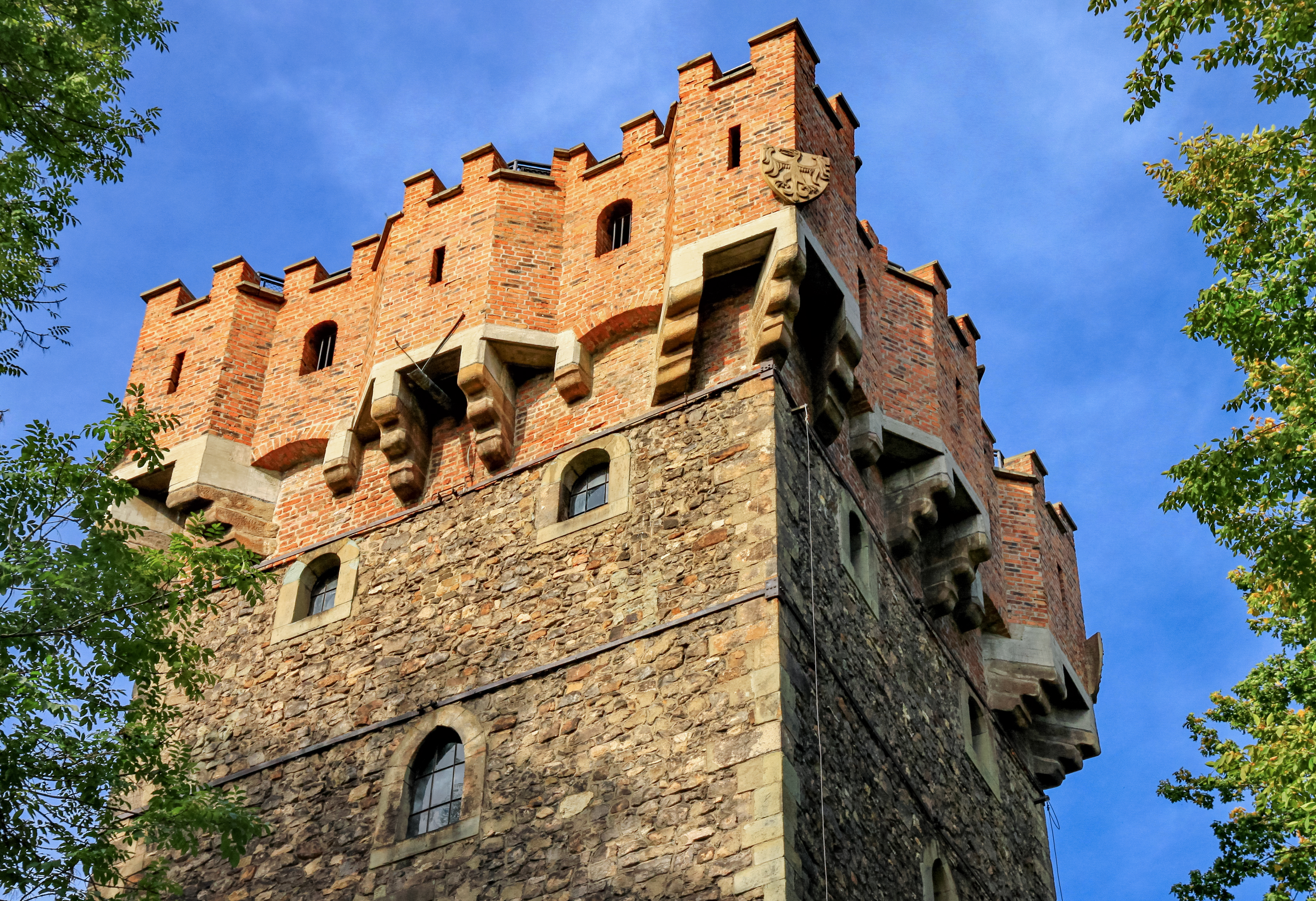
Ceglany ganek z widocznym orłem piastowskim
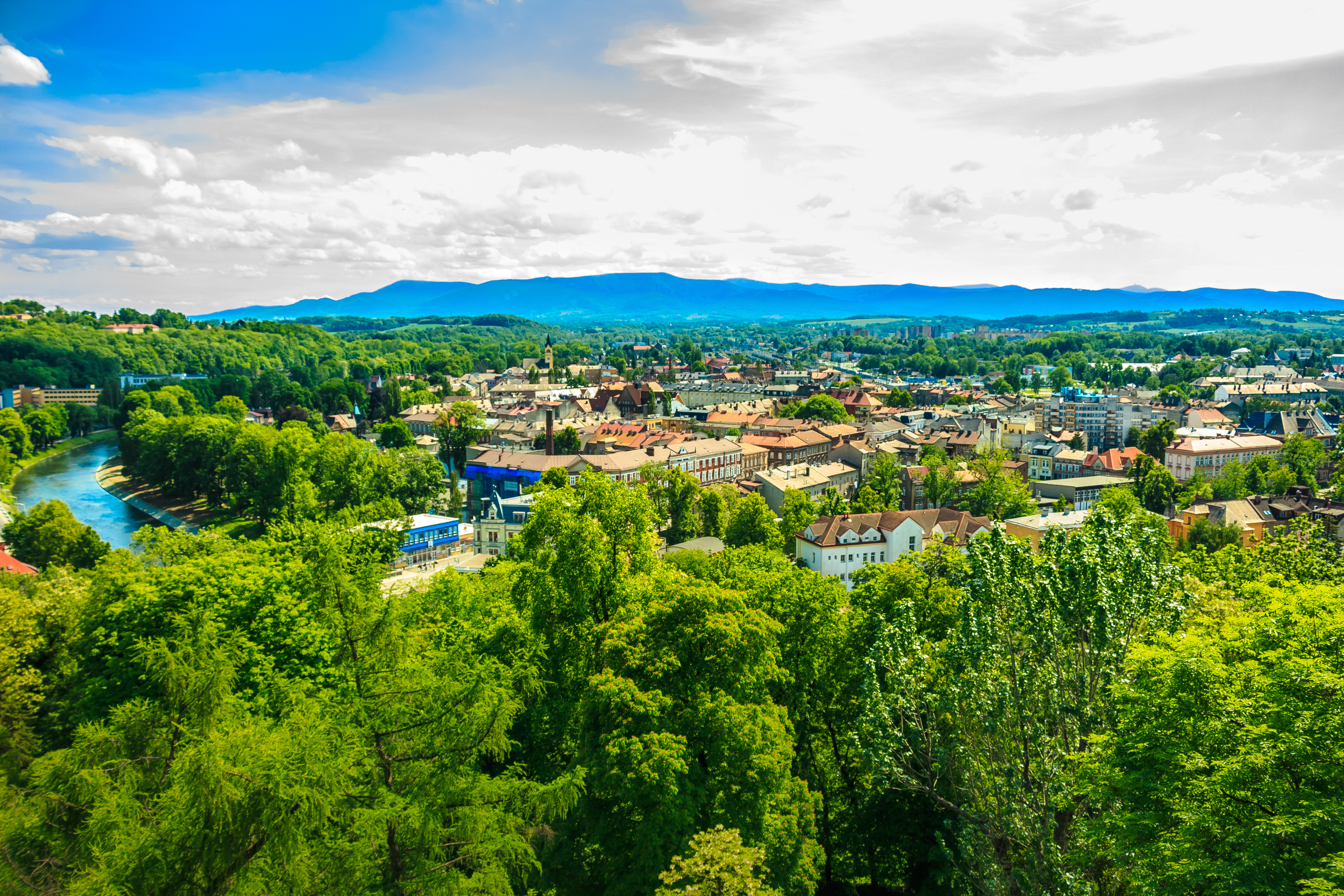
Widok z Wieży Piastowskiej
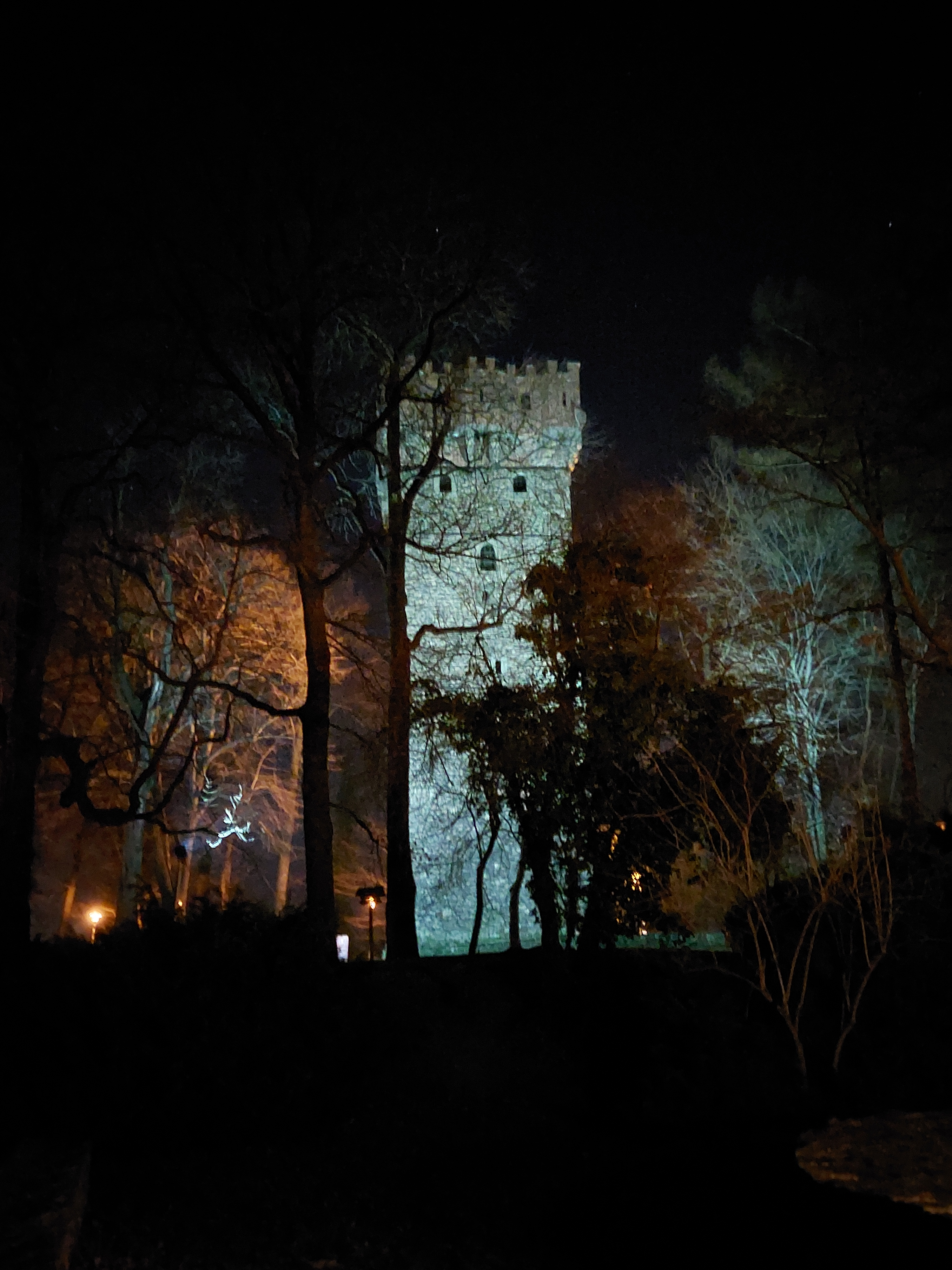
Widok na wieżę nocą
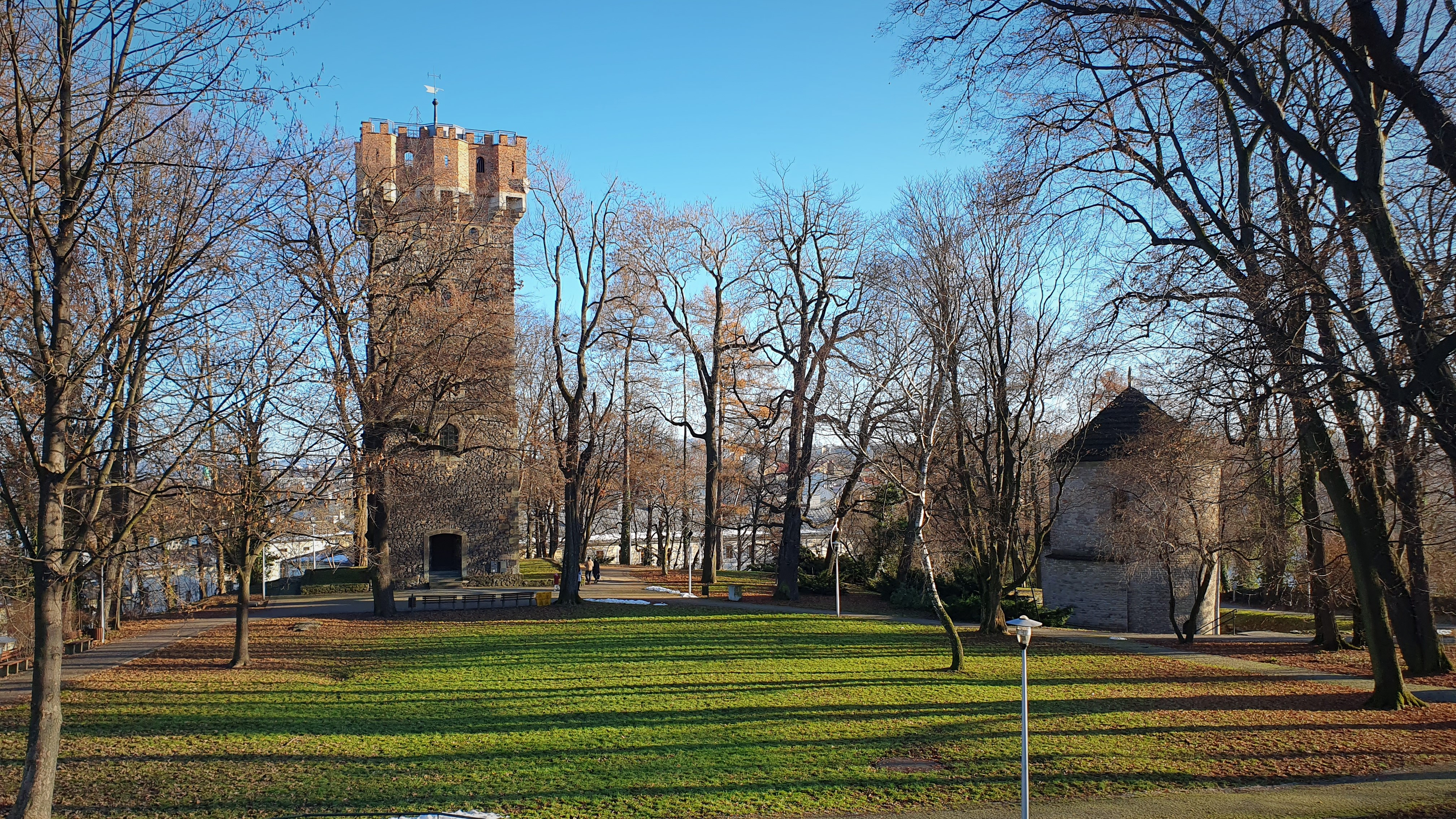
Widok na wieżę oraz rotundę z barbakanu
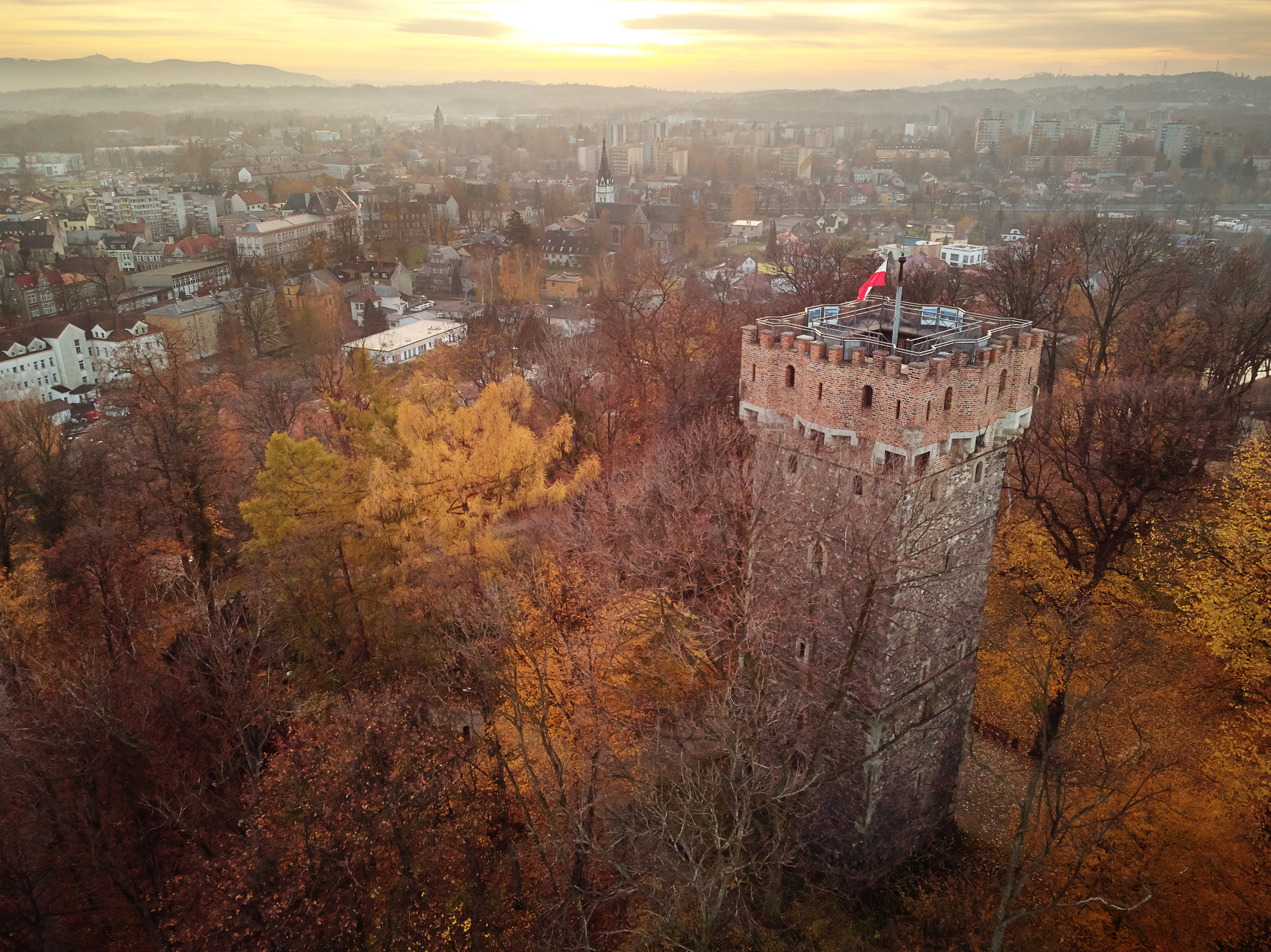
Widok z lotu ptaka